# 米搗き車
米搗き車（こめつきぐるま）とは、江戸時代の木製玩具。水車などを活用した、米を搗く装置が玩具化されたものである。多くは引き車の形を成しており、車が回転すると、軸の部分に付属している突起が前方の杵を押し、交互に上下して動作するという仕組みになっている。
明治から大正にかけて、白木製の米搗き車が露店で販売されていた。全国でも製作されており、和歌山県、徳島県では今なお郷土玩具として現存している。幼児の歩行を補助する為の手押し車は、米搗き車のシステムが応用されたものであると言われる。